# Цинбайцзян
Цинбайцзя́н (кит. упр. 青白江, пиньинь Qīngbáijiāng) — район городского подчинения города субпровинциального значения Чэнду провинции Сычуань (КНР). Район назван в честь реки Цинбайцзян.

## История
В 1956 году из частей уездов Цзиньтан и Синьду был образован Цзиньтанский промышленный район (金堂工业区). В 1960 году он был преобразован в городской район Цинбайцзян.

## Административное деление
Район Цинбайцзян делится на 2 уличных комитета, 8 посёлков и 1 волость.

## Транспорт
В районе находится крупнейшая в Азии станция железнодорожных контейнерных перевозок. Цинбайцзян — одно из важнейших связующих звеньев между Европой и Азией. В 2013-м здесь запустили международный маршрут грузоперевозок Чэнду — Центральная Азия — Европа.